# 459
459（四百五十九、よんひゃくごじゅうきゅう）は自然数、また整数において、458の次で460の前の数である。

## 性質
- 459は合成数であり、約数は 1, 3, 9, 17, 27, 51, 153, 459 である。
  - 約数の和は720。
- 各位の和が18になる11番目の数である。1つ前は396、次は468。
- 各位の積が各位の和の10倍になる最小の数である。次は495。(オンライン整数列大辞典の数列 A062043)
  - k 倍になる最小の数とみたとき1つ前は369 (9倍)、次は666 (12倍)。(オンライン整数列大辞典の数列 A126789)
- 459 = 12 + 132 + 172 = 32 + 32 + 212 = 32 + 152 + 152 = 72 + 72 + 192 = 72 + 112 + 172 = 112 + 132 + 132
  - 3つの平方数の和6通りで表せる14番目の数である。1つ前は458、次は489。(オンライン整数列大辞典の数列 A025326)
  - 459 = 12 + 132 + 172 = 72 + 112 + 172
    - 異なる3つの平方数の和2通りで表せる89番目の数である。1つ前は451、次は462。(オンライン整数列大辞典の数列 A025340)
- 459 = 33 + 63 + 63
  - 3つの正の数の立方数の和1通りで表せる59番目の数である。1つ前は440、次は466。(オンライン整数列大辞典の数列 A025395)
- 459 = 33 × 17
  - n = 3 のときの 17 × 3n の値とみたとき1つ前は153、次は1377。(オンライン整数列大辞典の数列 A258598)
  - p3 × q の形で表せる23番目の数である。1つ前は424、次は472。(オンライン整数列大辞典の数列 A065036)
- 459 = 222 − 25
  - n = 22 のときの n2 − 25 の値とみたとき1つ前は416、次は504。(オンライン整数列大辞典の数列 A098603)

## その他 459 に関連すること
- 西暦459年
- 紀元前459年
- ラフィー (USS Laffey, DD-459) は、第二次世界大戦時のアメリカ海軍のベンソン級駆逐艦。
- ピアノ協奏曲第19番 ヘ長調『第2戴冠式』K.459（ピアノ曲）